# 海事博物館
海事博物馆，或称航海博物馆，以海事相关实物、资料为展示中心内容的专业博物馆。关注于海军和海洋军事利用的海军博物馆是海事博物馆的一个子分类。

## 概要
海事博物馆所关注的“海事”是指一切有关海洋人类活动的事项，例如船舶、造船、港口、航运等和海上运输相关的事项，深海调查和海底资源开发等海洋开发相关事项，海产养殖、捕捞等渔业相关事项，以及战舰、武器等海军的相关事项。其与以展示海洋、河流和湖泊等处水生生物为目的的水族馆不同。
很多港口城市建设有一所或多所海事博物馆用于介绍了其历史。1972年成立的国际海事博物馆议会组织是一个国际性自发组织，以加强各地海事博物馆间联系，发挥资讯平台作用为宗旨，世界各地的很多海军博物馆均是其会员。

## 展品举例
海事博物馆的展品可能包括有：
- 真实的历史船只或其复制品，可能停泊在海上或河流中，也可能被安置在博物馆内的码头里。小型船只也可能展示在室内或露天场地上。如因历史太过悠久而实物已不存在，则可以展出复制品。
- 船只模型，用于展示船只的样貌或其构造、细节等信息，部分模型藏品可能是由船模爱好者捐赠或存放。
- 港口相关文件资料，在大型港区或历史悠久的港口城市的海事博物馆可以利用部分海港进行展览或者在博物馆中展示与海港有关的历史资料。
- 造船材料，在造船业兴盛地区的海事博物馆中可能会展示与造船有关的资料。
- 海军舰船、武器和资料等，尽管它们在很多地区都倾向于在专门的海军博物馆中展出，但也有在综合性的海事博物馆中展示的例证。一些海军博物馆中会有退役的航母、航母舰载机、潜艇等大型军事装备展出。

## 主要活动
海事博物馆除了收集、保存和展示船舶等与海事有关的物品外，还开展与海事有关的研究和教育活动，以及作为与海事有关的志愿活动的依托。

## 海事博物馆列表
| 名称                           | 成立时间      | 国家或地区 | 地址                                                       | 其他介绍 | 备注  |
| ------------------------------ | ------------- | ---------- | ---------------------------------------------------------- | --- | ----- |
| 卡尔斯克鲁纳海事博物馆         | 1752年        | 瑞典       | 布莱金厄省卡尔斯克鲁纳斯图火门岛                           | 国家级海事博物馆 |       |
| 泉州海外交通史博物馆           | 1959年7月15日 | 中国大陆   | 福建省泉州市东湖街425号                                    | 原址位于泉州开元寺院内东侧，东湖街的新馆主楼于1991年2月落成                                                                                  | [ 3 ] |
| 船之科學館                     | 1974年7月20日 | 日本       | 东京都品川区东八潮3-1                                      | 2011年10月起闭馆 |       |
| 函馆市北洋资料馆               | 1982年9月25日 | 日本       | 北海道函馆市五稜郭町37-8                                   | |       |
| 海事博物館                     | 1987年        | 澳門       |                                                            | |       |
| 中国人民解放军海军博物馆       | 1989年10月1日 | 中国大陆   | 山东省青岛市市南区莱阳路8号                                | 通称中国海军博物馆、青岛海军博物馆，国家二级博物馆，中国第一座反映中国人民解放军海军发展的专业性军事博物馆，由中国人民解放军北部战区海军管理 |       |
| 青函联络船纪念船八甲田丸       | 1990年        | 日本       | 青森县青森市柳川一丁目112番15地先公有水面                  | |       |
| 海军上海博览馆                 | 1991年        | 中国大陆   | 上海市宝山区吴淞镇塘后路68号                               | 已关闭，坐落在吴淞军港内，前身是1978年成立的长江舰纪念馆，原由中国人民解放军海军东海舰队管理                                                 |       |
| 北海道立鄂霍次克流冰科学中心   | 1991年        | 日本       | 北海道纹別市元纹別11-6                                     | |       |
| 宫城县庆长使节船博物馆         | 1996年8月10日 | 日本       | 宫城县石卷市渡波                                           | 以“圣胡安包蒂斯塔号”复原船为主题的公园 |       |
| 中国人民解放军海军诞生地纪念馆 | 1999年4月29日 | 中国大陆   | 江苏省泰州市高港区白马镇                                   | 纪念馆分海军诞生地旧址和新馆两部分，海军诞生地旧址是指渡江战役指挥部所在的白马庙                                                             |       |
| 陆奥北方渔船博物馆             | 1999年7月21日 | 日本       | 青森县青森市冲馆2-2-1                                      | 2014年3月18日闭馆，2015年7月26日改为青森北麻本吕婆历史馆                                                                                     |       |
| 函馆市青函联络船纪念馆摩周丸   | 2003年        | 日本       | 北海道函馆市若松町12番地先公有水面                         | |       |
| 芬兰海事博物馆                 | 2008年7月11日 | 芬兰       | 屈米区维拉莫海事中心                                       | 芬兰国家文物局下属博物馆，为向公众展示芬兰航海史而建立                                                                                       |       |
| 中国航海博物馆                 | 2010年7月5日  | 中国大陆   | 上海市浦东新区南汇新城申港大道197号                        | 由交通运输部和上海市人民政府在上海市共建 |       |
| 青森北麻本吕婆历史馆           | 2015年7月26日 | 日本       | 青森县青森市冲馆2-2-1                                      | 之前是2014年3月18日闭馆的陆奥北方渔船博物馆                                                                                                  |       |
| 中国国家海洋博物馆             | 2019年5月1日  | 中国大陆   | 天津市滨海新区中新生态城海轩道377号                        | 由中国自然资源部与天津市政府共建共管，中国第一家国家级综合性海洋博物馆                                                                       | [ 4 ] |
| 广州海事博物馆                 | 2021年6月29日 | 中国大陆   | 广东省广州市黄埔区穗东街庙头旭日街22号                     | 广东省内第一家海事博物馆，位于海上丝绸之路史迹、全国重点文物保护单位南海神庙东侧                                                             | [ 5 ] |
| 日和山公园                     | -             | 日本       | 山形县酒田市南新町一丁目127番外                            | 公园内有复原的千石船 |       |
| 海外移住资料馆                 |               | 日本       | 神奈川县横滨市中区新港1-1红砖国际馆（JICA横滨国际中心）2楼 | 国际协力机构的下属机构 |       |
| 長榮海事博物館                 |               | 台湾       |                                                            | |       |
| 淡江大學海事博物館             |               | 台湾       |                                                            | |       |
| 庆安会馆                       |               | 中国大陆   |                                                            | 浙東海事民俗博物館 |       |
| 香港海事博物館                 |               | 香港       |                                                            | |       |
| 吳市海事歷史科學館             |               | 日本       |                                                            | |       |
| 日本邮船历史博物馆             |               | 日本       |                                                            | |       |
| 国立海洋博物馆                 |               | 韓國       |                                                            | |       |
| 海事博物館                     |               | 印尼       | 雅加达本嘉林安区旧拉巴港                                   | |       |
| 國家航海博物館                 |               | 英國       |                                                            | |       |
| 默西塞德郡海事博物館           |               | 英國       |                                                            | |       |
| 魯昂海事、內河航運和港口博物館 |               | 法國       |                                                            | |       |
| 汉堡国际海事博物馆             |               | 德國       |                                                            | |       |
| 荷蘭海事博物館                 |               | 荷蘭       |                                                            | |       |
| 鹿特丹海事博物馆               |               | 荷蘭       |                                                            | |       |
| 豪达港口博物馆                 |               | 荷蘭       |                                                            | |       |
| 巴塞隆納皇家造船廠             |               | 西班牙     |                                                            | |       |
| 格但斯克國家海事博物館         |               | 波蘭       |                                                            | |       |
| 愛沙尼亞航海博物館             |               | 愛沙尼亞   |                                                            | |       |
| 斯塔萬格博物館                 |               | 挪威       |                                                            | |       |
| 奧蘭海事博物館                 |               | 芬蘭       |                                                            | |       |
| 斯德哥爾摩                     |               | 瑞典       |                                                            | |       |
| 澳大利亞國家海事博物館         |               | 澳大利亞   |                                                            | |       |
| 西澳大利亞博物館               |               | 澳大利亞   |                                                            | |       |
| 砂拉越海事博物館               | （建設中）    | 馬來西亞   | 砂拉越,古晉,布洛克船塢                                     | | [ 6 ] |

## 备注
1. ↑  试运行开始日期